# Cultuursociologie
Cultuursociologie is een deeldiscipline van de sociologie die bestudeert hoe cultuur als een overkoepelend geheel van waarden en betekenissen kan gebruikt worden om bepaalde maatschappelijke tendensen te verklaren.
In de jaren 1980 werkte de Nederlandse socioloog Anton Zijderveld aan een revival van de cultuursociologie. De door Anton Zijderveld voorgestane cultuursociologie volgt de methodologie van Max Weber. Dit betekent dat ze wat haar causale verklaring betreft ook terugvalt op Wahlverwandtschaft. Het identificeren van een Wahlverwandtschaft komt neer op het aantonen van de wijze waarop sociale processen of fenomenen elkaar wederzijds versterken in hun bestaan of opkomst.
Deze vorm van cultuursociologie kent zichzelf geen voorspellende maar meer een verklarende functie toe.